# Pterorthochaetes insularis
Pterorthochaetes insularis är en skalbaggsart som beskrevs av Raffaello Gestro 1899. Pterorthochaetes insularis ingår i släktet Pterorthochaetes och familjen Hybosoridae. Inga underarter finns listade i Catalogue of Life.